# Condado de Valdeparaíso

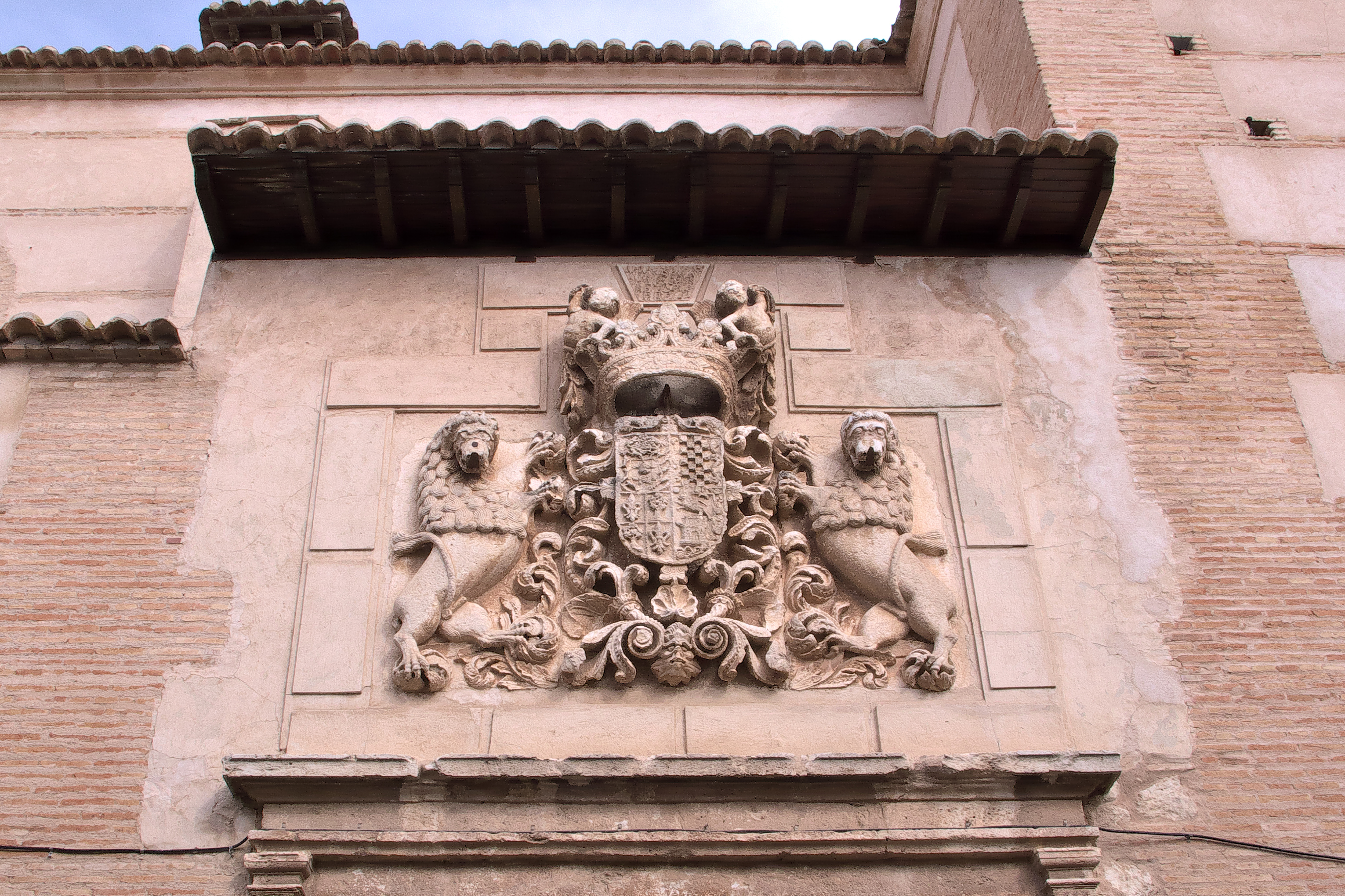
Escudo de los Condes de Valdeparaiso. Convento de la Encarnación, Almagro.

El Condado de Valdeparaíso toma su nombre, desde que se fundó en 1705, no de la ciudad chilena de Valparaíso, como a menudo se cree, sino de una finca del término de Valenzuela de Calatrava, próxima a la Hoya de Cervera, cerca de Almagro (Ciudad Real), en La Mancha. Poco después se crearía el Marquesado de Cervera.

## Dinastía
- El primer Conde de Valdeparaíso fue, desde 1705, Juan de Gaona y Abad (1658-1721). El escudo de esta familia se encuentra en la fachada del Convento de la Encarnación de Almagro, Ciudad Real.[2]

- II.- Juan Francisco de Gaona y Portocarrero, nacido en Almagro el 13 de febrero de 1696, fallecido en Madrid el 4 de febrero de 1760. Caballero de la Orden de Calatrava en 1699, mayordomo del rey y escudero de Isabel de Farnesio, Ministro de Hacienda y estado de Fernando VI. Vizconde de Toba y II Conde de Valdeparaíso. Casado en Almagro en 1734 con María del Padre Eterno Varona y Rozas, bautizada en Almagro el 27 de febrero de 1716 y fallecida en Madrid el 26 de septiembre de 1755. II marquesa de Villaytre y III de Añavete.

- III.- José Elías ( Joaquín ) de Gaona y Barona. Nació en Almagro en 1736, falleció en Barcelona el 7 de enero de 1800, III marqués de Villaytre, IV de Anavete, III Conde de Valdeparaíso. Mayordomo de Fernando VI. Tesorero de la Real Orden de Carlos III, 1757. Ministro en la corte de Parma, 1790. Casado con Margarita Palafox. Pasó el título de Villaytre a su nieto Alfonso de Ciria y Gaona, hijo de su hija María Micaela, que falleció en La Habana el 2 de octubre de 1883. Le sucede el primogénito de su hermana Micaela.

- IV.- Benito Mª de Ciria y Gaona y Portocarrero. Nació hacia 1803, hijo de Benito María de Ciria y Douchet “Nerón de la Mancha” y de María Micaela Sánchez de Gaona Portocarrero. Sin documentación. Posiblemente sea su hermano el sucesor.

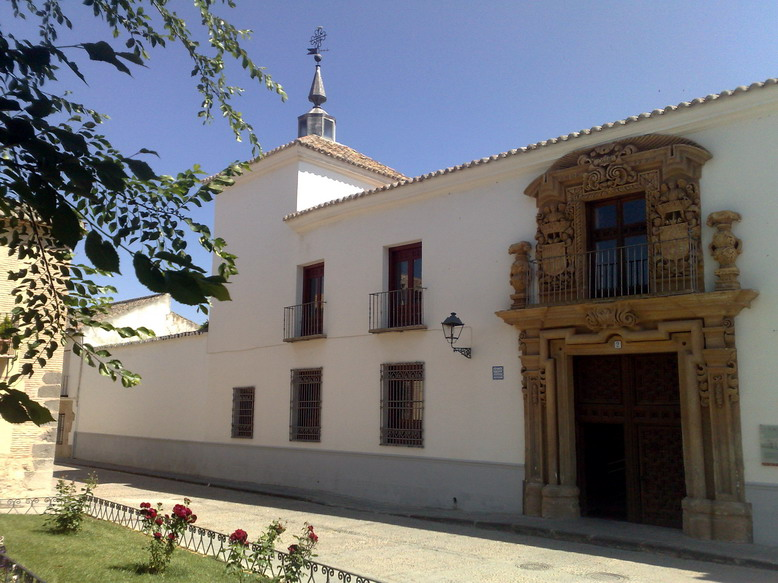
Fachada del Palacio de los Condes de Valdeparaíso, en Almagro.

- V.- José de Calasanz de Ciria y Sánchez de Gaona, en 1827. V Conde de Valdeparaíso y VI Marqués de Añavete. Casado con Ángela Mª del Carmen Guerrero Recacha, en Villatobas (Toledo) el 24 de marzo de 1827.

- VI.- José Ciria Guerrero Gaona y Palafox,  VII Marqués de Añavete en 1857, VI Conde de Valdeparaíso, Mariscal de Campo de los Reales Ejércitos, Señor de la Casa aragonesa de su apellido, Regidores Perpetuos por juro de heredad de la ciudad de Catalayud. Casado previa licencia regia dada el 25 de abril de 1865 con María del Pilar Arbeleche y Ramírez. Murió en Almagro en 1867.

- VII.- Alfredo de Ciria y Arbeleche. Nació el 5 de julio de 1858 en Villatobas (Toledo), VIII marqués de Añavete, VII Conde de Valdeparaíso, Coronel de Infantería. Señor de la Casa aragonesa de su apellido, Regidor Perpetuo por juro de heredad en Catalayud. Casado el 8 de septiembre de 1884 en Las Palmas de Gran Canaria con María del Pino y del Castillo Olivares y Fierro, bautizada el 23 de enero de 1864 en Santa Cruz de La Palma.

- VIII.- Pedro de Ciria y del Castillo-Olivares. Nació el 29 de junio de 1901 en Almagro y bautizado en San Bartolomé, falleció en Madrid el 31 de julio de 1969. IX Marqués de Añavete y VIII Conde de Valdeparaíso, Coronel del Ejército del Aire, Caballero condecorado con la Cruz y Placa de la Real y Militar Orden de San Hermenegildo. Casado en Madrid en la iglesia de la Concepción con Antonia González Ochoa y Enríquez de Salamanca.

- IX.- Antonio de Ciria y González-Ochoa. Nació en Madrid el 17 de mayo de 1931. IX Conde de Valdeparaíso y X Marqués de Añavete. Casado en Madrid el 1 de julio de 1966 con María Luisa Romero-Girón y González, nacida en Sevilla el 15 de agosto de 1938. Le sucedió en 2011 su hijo:

- X.- Alfredo de Ciria y Romero-Girón, X Conde de Valdeparaíso y XI Marqués de Añavete. Actual titular.

## Solar y Palacio
Es conocido como Palacio de Valdeparaíso el que existe desde el siglo XVII en la ciudad manchega de Almagro. Este recinto se utiliza actualmente como palacio de congresos de la Diputación Provincial.